# Rodolfo del Liechtenstein (principe del Liechtenstein)
Rodolfo del Liechtenstein (Vienna, 5 ottobre 1816 – Vicenza, 19 giugno 1848) è stato un principe austriaco.

## Biografia
Il principe Rodolfo nacque a Vienna nel 1816, ultimo dei quattordici figli di Giovanni I Giuseppe e di Giuseppa di Fürstenberg-Weitra. Intraprese la carriera militare e raggiunse il grado di capitano.
Morì all'età di 31 anni il 19 giugno 1848, per le ferite riportate durante la battaglia di Monte Berico a Vicenza. Il maresciallo Radetzky ricordò:
[...] colpito alla testa da una palla di rimbalzo, in sulle prime parve non vi fosse alcun pericolo; ma il giorno appresso si manifestarono sintomi inquietanti a segno che dopo poche ore era fatto cadavere.
Venne tumulato a Vranov nella cripta di famiglia, nella Chiesa della Natività della Vergine Maria.

## Titoli e trattamento
- 5 ottobre 1816 - 19 giugno 1848: Sua Altezza Serenissima, il principe Rodolfo del Liechtenstein

## Ascendenza
|                                        |                                          |                                                    | Genitori                                          |  |  | Nonni |  |  | Bisnonni                   |  |  | Trisnonni                        |  |
|                                        |                                          |                                                    |                                                   |  |  |       |  |  | Emanuele del Liechtenstein |  |  | Filippo Erasmo del Liechtenstein |  |
|                                        |                                          |                                                    |                                                   |  |  |       |  |  | Emanuele del Liechtenstein |  |  | Filippo Erasmo del Liechtenstein |  |
|                                        |                                          | Cristina Teresa di Löwenstein-Wertheim-Rochefort   |                                                   |  |  |       |  |  | Emanuele del Liechtenstein |  |  |                                  |  |
| Francesco Giuseppe I del Liechtenstein |                                          |                                                    |                                                   |  |  |       |  |  | Emanuele del Liechtenstein |  |  |                                  |  |
|                                        |                                          | Maria Anna Antonia von Dietrichstein-Weichselstädt | Carl Ludwig von Dietrichstein                     |  |  |       |  |  |                            |  |  |                                  |  |
|                                        |                                          | Maria Anna Antonia von Dietrichstein-Weichselstädt | Carl Ludwig von Dietrichstein                     |  |  |       |  |  |                            |  |  |                                  |  |
|                                        |                                          | Maria Anna Antonia von Dietrichstein-Weichselstädt | Maria Theresia Anna von Trauttmansdorff           |  |  |       |  |  |                            |  |  |                                  |  |
| Giovanni I Giuseppe del Liechtenstein  |                                          | Maria Anna Antonia von Dietrichstein-Weichselstädt |                                                   |  |  |       |  |  |                            |  |  |                                  |  |
|                                        |                                          | Franz Philipp von Sternberg                        | Franz Damian von Sternberg                        |  |  |       |  |  |                            |  |  |                                  |  |
|                                        |                                          | Franz Philipp von Sternberg                        | Franz Damian von Sternberg                        |  |  |       |  |  |                            |  |  |                                  |  |
|                                        |                                          | Franz Philipp von Sternberg                        | Maria Josepha von und zu Trauttmansdorff          |  |  |       |  |  |                            |  |  |                                  |  |
| Leopoldina di Sternberg                |                                          | Franz Philipp von Sternberg                        |                                                   |  |  |       |  |  |                            |  |  |                                  |  |
|                                        |                                          | Leopoldine von Starhemberg                         | Conrad Sigismund von Starhemberg                  |  |  |       |  |  |                            |  |  |                                  |  |
|                                        |                                          | Leopoldine von Starhemberg                         | Conrad Sigismund von Starhemberg                  |  |  |       |  |  |                            |  |  |                                  |  |
|                                        |                                          | Leopoldine von Starhemberg                         | Maria Leopoldine zu Löwenstein-Wertheim-Rochefort |  |  |       |  |  |                            |  |  |                                  |  |
| Rodolfo del Liechtenstein              |                                          | Leopoldine von Starhemberg                         |                                                   |  |  |       |  |  |                            |  |  |                                  |  |
|                                        | Ludwig August Egon zu Fürstenberg-Weitra | Prosper Ferdinand zu Fürstenberg-Stühlingen        |                                                   |  |  |       |  |  |                            |  |  |                                  |  |
|                                        | Ludwig August Egon zu Fürstenberg-Weitra | Prosper Ferdinand zu Fürstenberg-Stühlingen        |                                                   |  |  |       |  |  |                            |  |  |                                  |  |
|                                        | Ludwig August Egon zu Fürstenberg-Weitra | Sophie von Königsegg-Rothenfels                    |                                                   |  |  |       |  |  |                            |  |  |                                  |  |
| Joachim Egon zu Fürstenberg-Weitra     | Ludwig August Egon zu Fürstenberg-Weitra |                                                    |                                                   |  |  |       |  |  |                            |  |  |                                  |  |
|                                        |                                          | Maria Anna Josepha Fugger zu Kirchberg             | Maximilian Joseph Fugger von Zinneberg            |  |  |       |  |  |                            |  |  |                                  |  |
|                                        |                                          | Maria Anna Josepha Fugger zu Kirchberg             | Maximilian Joseph Fugger von Zinneberg            |  |  |       |  |  |                            |  |  |                                  |  |
|                                        |                                          | Maria Anna Josepha Fugger zu Kirchberg             | Maria Judith von Törring                          |  |  |       |  |  |                            |  |  |                                  |  |
| Giuseppa di Fürstenberg-Weitra         |                                          | Maria Anna Josepha Fugger zu Kirchberg             |                                                   |  |  |       |  |  |                            |  |  |                                  |  |
|                                        |                                          | Philipp Carl Dominicus zu Oettingen-Wallerstein    | Anton Karl zu Oettingen-Wallerstein               |  |  |       |  |  |                            |  |  |                                  |  |
|                                        |                                          | Philipp Carl Dominicus zu Oettingen-Wallerstein    | Anton Karl zu Oettingen-Wallerstein               |  |  |       |  |  |                            |  |  |                                  |  |
|                                        |                                          | Philipp Carl Dominicus zu Oettingen-Wallerstein    | Maria Agnes Magdalene Fugger von Glött            |  |  |       |  |  |                            |  |  |                                  |  |
| Sophia zu Oettingen-Wallerstein        |                                          | Philipp Carl Dominicus zu Oettingen-Wallerstein    |                                                   |  |  |       |  |  |                            |  |  |                                  |  |
|                                        |                                          | Charlotte Juliane zu Oettingen-Baldern             | Kraft Anton Wilhelm zu Oettingen-Baldern          |  |  |       |  |  |                            |  |  |                                  |  |
|                                        |                                          | Charlotte Juliane zu Oettingen-Baldern             | Kraft Anton Wilhelm zu Oettingen-Baldern          |  |  |       |  |  |                            |  |  |                                  |  |
|                                        |                                          | Charlotte Juliane zu Oettingen-Baldern             | Maria Eleonora von Schönborn-Buchheim             |  |  |       |  |  |                            |  |  |                                  |  |
|                                        |                                          | Charlotte Juliane zu Oettingen-Baldern             |                                                   |  |  |       |  |  |                            |  |  |                                  |  |